# Daytona International Speedway
Daytona International Speedway es un autódromo ubicado en Daytona Beach, estado de Florida, Estados Unidos. Fue inaugurado el 22 de febrero de 1959 por iniciativa de William France Sr., el fundador de la NASCAR, para reemplazar al circuito playero de Daytona. Actualmente tiene capacidad para 168.000 espectadores.
Daytona tiene dos pistas principales. Una de ellas es un óvalo de 2,5 millas (4.023 metros) con forma de trióvalo y 31 grados de peralte en las curvas, que alberga entre otras carreras de NASCAR las 500 Millas de Daytona, una carrera de 200 vueltas perteneciente al calendario de la NASCAR Cup Series entre cuyos ganadores se encuentran Mario Andretti y Dale Earnhardt (quien falleció en la edición 2001 de esta carrera). 
La otra variante es un trazado mixto de 3,56 millas (5.730 metros), que se utiliza en las 24 Horas de Daytona, una de las carreras de resistencia más importantes del mundo. Esta pista también fue adaptada para carreras de motocicletas.
Por otra parte, el Campeonato de la AMA de Supercross corre en Daytona desde 1971. Para ello, se construye un circuito entre la tribuna principal y la calle de boxes. Históricamente tenía una longitud mucho mayor que los circuitos de estadios de béisbol y fútbol americano. pero a partir de la década de 2000 tiene un recorrido similar a aquellos.

## Trazados
|              |
| Trazado oval |

|              |
| Trazado road |

|                 |
| Trazado de moto |

## NASCAR
Utilizando el trazado oval de 2,5 millas, cada año se disputan dos fechas de la Copa NASCAR: las 500 Millas de Daytona en febrero, y una carrera de 400 millas en julio. Las otras dos divisiones nacionales de NASCAR, la Xfinity Series y la Truck Series, también corren en Daytona. La primera disputa dos carreras, una de 300 millas y otra de 250, en febrero y julio respectivamente, como carreras teloneras de la Copa NASCAR. Por su parte, la Truck Series tiene una fecha de 250 millas en febrero. Además de las fechas puntuables, el Clash de Daytona es una carrera de exhibición que celebra una semana antes de las 500 Millas de Daytona, y sirve como puntapié para iniciar la temporada de la Copa NASCAR, y los Duelos Budweiser, son carreras clasificatorias que sirven para formar la grilla de partidas para las 500 Millas de Daytona. En 2020, debido a los cambios de calendario por la pandemia de COVID-19, se agregó una carrera en el citrcuito mixto para las tres categorías nacionales.
Debido a un accidente fortísimo de Bobby Allison en la carrera primaveral de Talladega de 1987, desde 1988, los automóviles de las divisiones nacionales de NASCAR deben utilizar placas restrictoras en las tomas de aire por seguridad (al igual en las carreras de la Talladega Superspeedway), para reducir la potencia de los motores, y como consecuencia se disminuye la velocidad máxima y la aceleración de los vehículos.
Como suceden accidentes múltiples en Daytona, suele pasar que los equipos con bajo presupuesto logran muy buenos resultados con su piloto, a tal punto que pueden luchar por la victoria.

## Carreras de resistencia
Las 24 Horas de Daytona es una carrera de resistencia de sport prototipos y gran turismos que se disputa en el trazado mixto desde el año 1966, a fines de enero o a inicios de febrero. Este evento fue parte calendario del Campeonato Mundial de Resistencia en las décadas de 1960 a 1980. del Campeonato IMSA GT desde 1975 hasta 1997, y de la Rolex Sports Car Series a partir de 1998 hasta 2013. Actualmente, es una fecha válida por la United SportsCar Championship.
Además, hubo una segunda carrera de resistencia, las 250 Millas Paul Revere, que se celebraba en el fin de semana del Día de la Independencia de los Estados Unidos. En 1967 la carrera forma parte de la Trans-Am. Luego, entre 1968 hasta 1972, fue parte del calendario del NASCAR Grand American; a partir de 1973, el evento se convirtió en parte del Campeonato IMSA GT hasta 1983. En 1984, fue parte de la temporada de la Trans-Am de eventos para una temporada, y para 1985 y 1986 se trataba de una carrera de motos de la AMA. La carrera volvió en 2000, como carrera puntuable de la Grand-Am Rolex Sports Car Series, permaneciendo en la categoría desde 2002 hasta 2009.